# ブルーノ・ベッカー
ブルーノ・ベッカー（Bruno Bekkar、本名：Bryan Ashby、1943年 - ）は、ニュージーランド・ウェリントン出身の元プロレスラー。地元のニュージーランドおよびオーストラリアを活動拠点に、日本やプエルトリコにも遠征した。

## 来歴
ハイスクール時代からレスリングで活躍し、ジョン・ダ・シルバに見込まれてプロデビュー。キャリア初期は本名のブライアン・アシュビー名義で活動、ジム・バーネットが主宰していたオーストラリアのワールド・チャンピオンシップ・レスリングでは、1965年5月にオーストラリアン・ヘビー級王座を獲得。1960年代はドリー・ファンク・ジュニアをはじめ、ペッパー・ゴメス、ロイ・ヘファーナン、ミツ荒川、スカル・マーフィーとも対戦した。
1971年1月、ブルーノ・ベッカーのリングネームで国際プロレスの『新春パイオニア・シリーズ』に初来日。シリーズ最終戦となる同月31日の川越市大会ではイワン・ブレストンをパートナーに、グレート草津&サンダー杉山が保持していたIWA世界タッグ王座に挑戦した。
1973年1月、新日本プロレスの『新春バッファロー・シリーズ』に参戦。同郷のザ・タイガーことボブ・ミラーやトニー・チャールズと組んでのタッグマッチでアントニオ猪木とも対戦した。初期の新日本に出場していた豊登とのシングルマッチも度々行われ、豊登の現役最後の対戦相手となった。
1979年8月、全日本プロレスの『ブラック・パワー・シリーズ』に参戦。日本陣営のタイガー戸口や高千穂明久、そして同時来日していたミル・マスカラスともシングルマッチで対戦した。ジャンボ鶴田とはボボ・ブラジルやラリー・シャープと組んでのタッグマッチ、ジャイアント馬場とは大木金太郎&カルロス・コロンと組んでの6人タッグマッチにおいて対戦している。
1981年、プエルトリコのWWCに登場。アル・コステロとドン・ケントが結成していたファビュラス・カンガルーズのメンバーとなり、10月22日にケントとのコンビでジャック・ブリスコ&ジェリー・ブリスコからWWC北米タッグ王座を奪取。翌1982年1月にかけて、インベーダー1号&スーパー・グラディエーターの覆面コンビとタイトルを争った。
その後はニュージーランドに主戦場を戻して、1985年9月にオールスター・プロレスリングの認定するニュージーランド・ヘビー級王座を獲得。以降、トニー・ガレアの実弟のジョニー・ガルシアと王座を争い、1990年には3度目の戴冠を果たす。1992年11月22日、A・J・フリーリーにタイトルを明け渡し、現役を引退した。
以後、2000年代はキーウィ・プロレスリングやインパクト・プロレスリングなどが主催するイベントに、ニュージーランドのマット界のレジェンドとして招かれている。

## 得意技
- ドロップキック[2]
- ブレーンバスター

## 獲得タイトル
オールスター・プロレスリング
- ニュージーランド・ヘビー級王座：3回[12]

ワールド・チャンピオンシップ・レスリング（NWAオーストラリア）
- オーストラリアン・ヘビー級王座：1回[4]

ワールド・レスリング・カウンシル
- WWC北米タッグ王座：2回（w / ドン・ケント×2）[11]